# Supercoppa turca 2010 (pallavolo maschile)
La Supercoppa turca 2010 si è svolta il 15 ottobre 2010: al torneo hanno partecipato due squadre di club turche e la vittoria finale è andata per la prima volta allo Ziraat Bankası.

## Regolamento
Le squadre hanno disputato una gara unica.

## Squadre partecipanti
| Squadra        | Qualificazione                      | Ultima partecipazione |
| -------------- | ----------------------------------- | --------------------- |
| Fenerbahçe     | Vincitrice Voleybol 1. Ligi 2009-10 | Debutto               |
| Ziraat Bankası | Vincitrice Coppa di Turchia 2009-10 | Debutto               |

## Torneo
| 15 ottobre 2010 Başkent Voleybol Salonu, Ankara Durata: 1h:36 - Spettatori: ? | Ziraat Bankası | 3 - 1 | Fenerbahçe | 19-25, 25-19, 25-20, 25-16 |